# Grande Manila

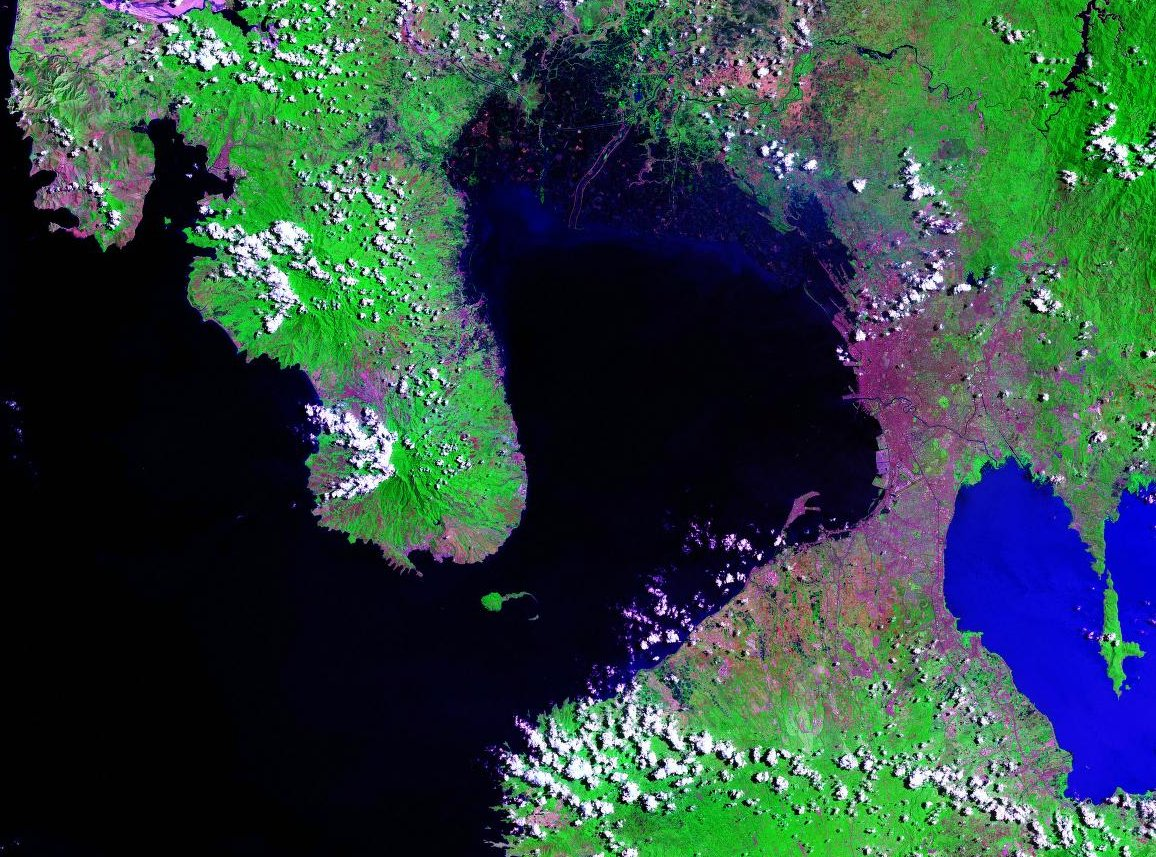
Imagem de satélite da Região Metropolitana de Manila

A Região Metropolitana de Manila (em filipino: Kalakhang Maynila) ou Região da Capital Nacional (RCN) (em filipino: Pambansang Punong Rehiyon) é a região metropolitana da cidade de Manila, a capital nacional das Filipinas. Sua população residencial é de cerca de 19 milhões de habitantes (projeções para 2008), o que a torna a sétima região metropolitana mais populosa do mundo e a maior no Sudeste da Ásia. É uma das três áreas metropolitanas definidas nas Filipinas, que incluem a Região Metropolitana de Cebu e a Região Metropolitana de Naga.
Em 2005, foi classificada como a 42ª aglomeração urbana mais rica do mundo, com um PIB de US$ 108 bilhões, de acordo com PriceWaterhouseCoopers. Espera-se que atinja a 30ª posição em 2020, com um PIB de US$ 257 bilhões e uma taxa de crescimento anual de 5,9%.

## Cidades Componentes
| Cidade        | População (2020 census) | Área (km²) | Pop. densidade (per km²) | Annual pop. growth rate | Per capita GDP | Fundação     |
| ------------- | ----------------------- | ---------- | ------------------------ | ----------------------- | -------------- | ------------ |
| Caloocan      | 1,661,584               | 53.33      | 31,157                   | 2.20                    | $9,426         | 1962         |
| Las Piñas     | 606,293                 | 41.54      | 18,935                   | 1.65                    | $8,678         | 1997         |
| Makati        | 629,616                 | 27.36      | 23,012                   | 1.91                    | $29,259        | 1995         |
| Malabon       | 380,522                 | 15.96      | 23,842                   | 0.98                    | $4,334         | 2001         |
| Mandaluyong   | 425,758                 | 11.06      | 38,495                   | 1.29                    | $20,258        | 1994         |
| Manila        | 1,846,513               | 42.88      | 43,062                   | 0.68                    | $13,731        | 1571         |
| Marikina      | 456,059                 | 22.64      | 20,144                   | 1.14                    | $10,346        | 1996         |
| Muntinlupa    | 543,445                 | 41.67      | 13,042                   | 2.48                    | $13,789        | 1995         |
| Navotas       | 247,543                 | 11.51      | 21,507                   | 0.87                    | $5,296         | 2007         |
| Parañaque     | 689,992                 | 47.28      | 14,594                   | 2.88                    | $10,146        | 1998         |
| Pasay         | 440,656                 | 18.64      | 23,640                   | 1.77                    | $6,876         | 1947         |
| Pasig         | 803,059                 | 31.46      | 25,526                   | 2.80                    | $12,032        | 1995         |
| Pateros       | 65,227                  | 1.76       | 37,061                   | 1.05                    | $3,324         | Não é cidade |
| Cidade Quezon | 2,960,048               | 165.33     | 17,904                   | 2.92                    | $11,213        | 1939         |
| San Juan      | 126,347                 | 5.87       | 21,524                   | 0.87                    | $16,893        | 2007         |
| Taguig        | 886,722                 | 45.18      | 19,626                   | 3.82                    | $12,342        | 2004         |
| Valenzuela    | 714,978                 | 45.75      | 15,628                   | 2.21                    | $7,531         | 1998         |
| Total         | 13,484,4621             | 619.57     | 21,764                   | 2.11                    | $10,223        |              |